# Kim Ik-hui
Kim Ik-hui (ur. 7 grudnia 1971) – południowokoreański zapaśnik w stylu wolnym. Olimpijczyk z Atlanty 1996, gdzie zajął ósme miejsce w kategorii 90 kg.
Zdobył brązowy medal na igrzyskach azjatyckich w 1994. Czwarty w mistrzostwach Azji w 1996.